# Napavine (Washington)
Napavine es una ciudad situada en el condado de Lewis, en el estado de Washington, Estados Unidos. Tiene una población estimada, a mediados de 2023, de 2140 habitantes.

## Geografía
La localidad está ubicada en las coordenadas 46°35′12″N 122°54′07″O / 46.58667, -122.90194 (46.586796, -122.902031).

## Demografía
Según la estimación 2018-2022 de la Oficina del Censo, los ingresos medios de los hogares de la localidad son de $70,833 y los ingresos medios de las familias son de $90,729. Alrededor del 7.8% de la población está por debajo de la línea de pobreza.